# Associazione Sportiva Biellese 1936-1937
Questa voce raccoglie le informazioni riguardanti l'Associazione Sportiva Biellese nelle competizioni ufficiali della stagione 1936-1937.

## Rosa
| N. |                   | Ruolo | Calciatore      |
| -- | ----------------- | ----- | --------------- |
|    | Italia (bandiera) |       | Pietro Blotto   |
|    | Italia (bandiera) | C     | Tommaso Caudera |
|    | Italia (bandiera) |       | Luigi Comello   |
|    | Italia (bandiera) | P     | Donato Donati   |
|    | Italia (bandiera) | P     | Aldo Dragone    |
|    | Italia (bandiera) |       | Alfredo Gerbino |
|    | Italia (bandiera) | D     | Antonio Macario |
|    | Italia (bandiera) |       | Franco Maia     |
|    | Italia (bandiera) |       | Aldo Maspero    |

| N. |                   | Ruolo | Calciatore           |
| -- | ----------------- | ----- | -------------------- |
|    | Italia (bandiera) |       | Mario Migliavacca    |
|    | Italia (bandiera) | A     | Federico Munerati    |
|    | Italia (bandiera) | A     | Mario Pagliano       |
|    | Italia (bandiera) |       | Antonio Oreste Porta |
|    | Italia (bandiera) | C     | Rinaldo Pretti       |
|    | Italia (bandiera) | A     | Enzo Rosa            |
|    | Italia (bandiera) | D     | Gino Savoia          |
|    | Italia (bandiera) | D     | Severini Tibi        |
|    | Italia (bandiera) | A     | Giovanni Vecchina    |

## Risultati

### Serie C

#### Girone C

##### Girone di andata
| Biella 13 settembre 1936 1ª giornata | Biellese          | 0 – 0 referto | Vado | Campo Sportivo Rivetti\| Arbitro: \| Andreani (Milano) \| |
| Arbitro:                             | Andreani (Milano) |               |      |                                                           |

| Chiavari 20 settembre 1936 2ª giornata | Entella       | 2 – 0 A tav. referto | Biellese | \| Arbitro: \| Ronzio (Roma) \| |
| Arbitro:                               | Ronzio (Roma) |                      |          |                                 |

| Arbitro: | Di Pasquale (Varese) |

|                        |           |              |
| Porta 34’ Pagliano 70’ | Marcatori | 86’ Di Muzio |

| Arbitro: | Gianelli (Siena) |

|                                                                    |           |                           |
| Fossati 18’ Bonelli 40’ (rig.) Pesce 55’ Sabbatini 60’ Cerruti 63’ | Marcatori | 7’ Pagliano 75’, 84’ Rosa |

| Biella 11 ottobre 1936 5ª giornata | Biellese        | 0 – 0 referto | Derthona | Campo Sportivo Rivetti\| Arbitro: \| Limido (Milano) \| |
| Arbitro:                           | Limido (Milano) |               |          |                                                         |

| Arbitro: | Campanini (Siena) |

|                                       |           |             |
| Rebolino 12’ Savelli 21’ Traversa 76’ | Marcatori | 30’ Macario |

| Arbitro: | Reggiani (Brescia) |

|                                 |           |              |
| Porta 26’ Macario 30’ Nelva 89’ | Marcatori | 29’ Fasciolo |

| Asti 8 novembre 1936 8ª giornata                                                    | Asti      | 3 – 2 referto  | Biellese |  |
| \| \| \| \| \| Morzone 1’ Panagini 3’ Berardo 76’ \| Marcatori \| 20’, 33’ Porta \| |           |                |          |  |
|                                                                                     |           |                |          |  |
| Morzone 1’ Panagini 3’ Berardo 76’                                                  | Marcatori | 20’, 33’ Porta |          |  |

| Arbitro: | Ghetti (Modena) |

|              |           |                                      |
| Vecchina 54’ | Marcatori | 13’ Imberti 21’ Testera 62’ Faccenda |

| Arbitro: | Decandia (Savona) |

|          |           |  |
| Demi 55’ | Marcatori |  |

| Arbitro: | Dellarole (Vercelli) |

|                                               |           |  |
| Martin II ?’ (aut.) Pagliano 8’ Malinverni 9’ | Marcatori |  |

| Arbitro: | Gorini (Milano) |

|                                         |           |  |
| Caudera 48’ Pagliano 58’ Malinverni 89’ | Marcatori |  |

| Arbitro: | Rossi (Milano) |

|                 |           |               |
| Vanara 39’, 85’ | Marcatori | 31’, 47’ Rosa |

| Arbitro: | Caraglio (Vicenza) |

|                                         |           |               |
| Caudera 55’ Manna II 58’ Malinverni 84’ | Marcatori | 48’ De Simoni |

| Arbitro: | Zavattaro (Casale Monferrato) |

|  |           |                |
|  | Marcatori | 58’ Malinverni |

##### Girone di ritorno
| Arbitro: | Buratti (Milano) |

|                                  |           |                     |
| Bacigalupo ?’, ?’ Motto Fioretti | Marcatori | Caudera Salussoglia |

| Arbitro: | Garotta (Milano) |

|                  |           |  |
| Macario Vecchina | Marcatori |  |

| Arbitro: | Gianni (Lucca) |

|                      |           |                  |
| Castagnoni Dellacasa | Marcatori | Caudera Manna II |

| Arbitro: | Leoni (Milano) |

|          |           |  |
| Pagliano | Marcatori |  |

| Arbitro: | Di Pasquale (Varese) |

|               |           |                             |
| Borasi ?’, ?’ | Marcatori | Caudera Pagliano Malinverni |

| Arbitro: | Mauri (Como) |

|          |           |  |
| Vecchina | Marcatori |  |

| Arbitro: | Camisasca (Milano) |

|  |           |                           |
|  | Marcatori | Pagliano Vecchina Caudera |

| Arbitro: | Di Pasquale (Varese) |

|                                   |           |          |
| Caudera Manna II Macario Vecchina | Marcatori | Ambrosio |

| Arbitro: | Carminati (Milano) |

|                   |           |          |
| Pedrale ?’ (aut.) | Marcatori | Manna II |

| Arbitro: | Anceschi (Genova) |

|                                |           |  |
| Malinverni Manna II ?’, ?’, ?’ | Marcatori |  |

| Pinerolo 4 aprile 1937 26ª giornata               | Pinerolo  | 1 – 1 referto | Biellese |  |
| \| \| \| \| \| Romano \| Marcatori \| Manna II \| |           |               |          |  |
|                                                   |           |               |          |  |
| Romano                                            | Marcatori | Manna II      |          |  |

| Arbitro: | Battocchi (Milano) |

|                 |           |            |
| Ferrari Lagorio | Marcatori | Malinverni |

| Arbitro: | Dellarole (Roma) |

|                     |           |  |
| Pagliano Malinverni | Marcatori |  |

| Genova 9 maggio 1937 29ª giornata | Pontedecimo | 4 – 2 referto | Biellese |  |

| Biella 16 maggio 1937 30ª giornata                               | Biellese  | 3 – 1 referto | Acqui | Stadio Lamarmora |
| \| \| \| \| \| Vecchina ?’, ?’ Macario \| Marcatori \| Scasso \| |           |               |       |                  |
|                                                                  |           |               |       |                  |
| Vecchina ?’, ?’ Macario                                          | Marcatori | Scasso        |       |                  |

### Coppa Italia
| Parma 15 novembre 1936 Primo turno | Parma             | 4 – 3 referto | Biellese | \| Arbitro: \| Ruggero (Firenze) \| |
| Arbitro:                           | Ruggero (Firenze) |               |          |                                     |